# Felipe García Álvarez
Felipe García Álvarez (El Astillero, Cantabria, España, 21 de enero de 1921) es un exfutbolista español que se desempeñaba como centrocampista.

## Clubes
| Club                          | País   | Año       |
| ----------------------------- | ------ | --------- |
| Real Racing Club de Santander | España | 1940-1955 |